# 纳帕巴列湖
纳帕巴列湖（印尼语：Danau Napabale）是印度尼西亚东南苏拉威西省的一座湖泊，位于穆纳岛东部海岸，由穆纳县管辖。有水下隧道与海域相连，低潮时可以穿过隧道，涨潮时海水会上升到隧道以上半米的位置。湖长30米宽9米，北距岛上最大城镇拉哈15千米。
4°54′18″S 122°45′14″E / 4.90500°S 122.75389°E